# Codrat de Corint
|  | Per a altres significats, vegeu «Codrat d'Atenes». |

Codrat (Codratus, Κόδρατος) fou un metge, sant i màrtir grec nascut a Corint al segle iii.
D'una família important, els seus pares foren cristians i van morir essent Codrat encara molt jove. Una llegenda deia que la seva mare va retirar-se al desert, fugint de la persecució de Deci, i que Codrat hi va néixer; quan va morir la seva mare, el nen va criar-se al desert, on el cel li proporcionava menjar i li feia créixer les robes que li havia deixat la seva mare.
A Corint, va estudiar medicina i utilitzà la feina per fer conversions. Molts dels seus deixebles feien vida eremítica. Fou executat el 258 per ordre de Jàson, governador de Grècia, juntament amb els seus deixebles Crescent, Dionís, Cebrià, Anecte i Pau de Corint. Van ésser arrossegats pels carrers de la ciutat i trets fora muralla, on van ser decapitats. Una font va sorgir en aquell lloc, on s'aixecà una església on hi ha les seves relíquies.
Es commemora el 10 de març tant a l'església llatina com a la grega.